# Buvol
Buvol je české označení pro 2 rody sudokopytníků z čeledi turovití, podčeledi tuři (Bovinae):
- Asijský buvol (Bubalus) – buvol, arni
  - arni (Bubalus arnee) 
    - poddruh buvol domácí (Bubalus arnee f. bubalis)

  - buvol mindorský (Bubalus mindorensis) – též známý jako tamarau

- Syncerus
  - buvol africký (Syncerus caffer)

Jako buvol (z angl. buffalo) bývá někdy nesprávně označován také bizon americký.